# Macropsychanthus
Macropsychanthus är ett släkte av ärtväxter. Macropsychanthus ingår i familjen ärtväxter.
Kladogram enligt Catalogue of Life:
| Macropsychanthus | \| \| Macropsychanthus dolichobotrys \| \| \| \| \| \| Macropsychanthus lauterbachii \| \| \| \| \| \| Macropsychanthus mindanaensis \| \| \| \| |
|                  | \| \| Macropsychanthus dolichobotrys \| \| \| \| \| \| Macropsychanthus lauterbachii \| \| \| \| \| \| Macropsychanthus mindanaensis \| \| \| \| |
|                  | Macropsychanthus dolichobotrys |
|                  | |
|                  | Macropsychanthus lauterbachii |
|                  | |
|                  | Macropsychanthus mindanaensis |
|                  | |